# Berkenye
Berkenye là một thị trấn thuộc hạt Nógrád, Hungary. Thị trấn này có diện tích 13,46 km², dân số năm 2010 là 662 người, mật độ 49 người/km².